# Temple (Londres)

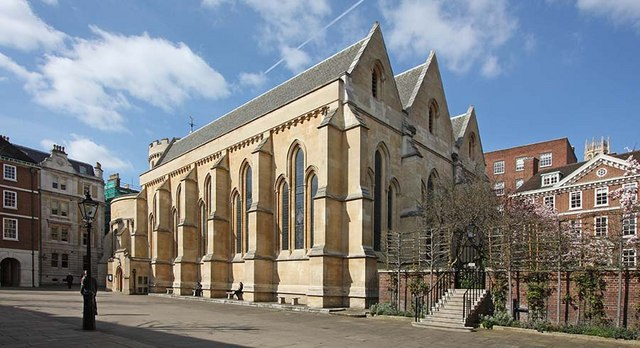
Igreja de Temple

Temple é um dos principais distritos jurídicos de Londres englobado diretamente nos arredores da Igreja de Temple, e um notável centro do direito inglês, historicamente e nos dias atuais. Consiste no Inner Temple e no Middle Temple, que são duas das quatro Inns of Court e atuam como autoridades locais no lugar da City of London Corporation em quase todas as estruturas e funções.
Os Tribunais de Justiça Reais ficam ao norte e a estação de metrô de Temple faz fronteira com o sudoeste na Cidade de Westminster. A área associada é limitada pelo Rio Tâmisa (Victoria Embankment) ao sul, a Surrey Street a oeste, a Strand e a Fleet Street ao norte e Carmelite Street e Whitefriars Street ao leste. A intermediária Essex Street, duas ruas a leste da Surrey Street, é a fronteira ocidental tradicional, além da qual estão prósperos blocos de escritórios/hotéis e residenciais, espalhados por grandes blocos de três ruas que estão mais próximos da estação.
Temple, formalmente definida, contém muitas câmaras de barristers e escritórios de advocacia, bem como algumas instituições jurídicas notáveis, como o Tribunal de Recurso de Emprego.

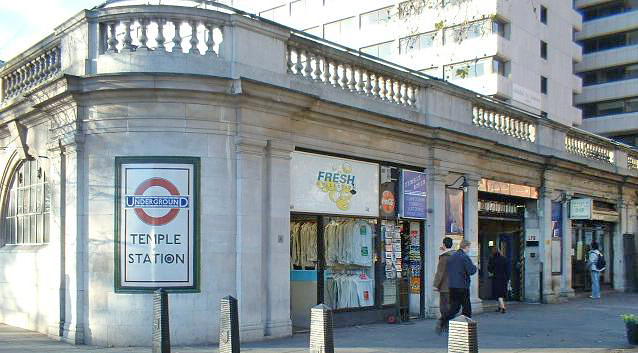
Estação de metrô de Temple

Fora da jurisdição, mas de frente para a estação de metrô de Temple – em uso mais antigo, considerado os distritos Savoy e, alternativamente, Strand ou Saint Clement Danes – estão vários edifícios. Estes incluem o prédio Arundel House que hospeda o International Institute for Strategic Studies e um grande local multiuso, em construção, de frente para as ruas Strand, Arundel e Surrey.
A Igreja de Temple é uma Royal Peculiar. Foi construída pelos Cavaleiros Templários e consagrada em 1185. É propriedade conjunta das pousadas do Templo Médio e do Templo Interior.
O nome da região foi registrado no século XII como Novum Templum, que significa 'Novo Templo'. Recebeu o nome de uma "nova" igreja e propriedades relacionadas que pertenceram aos Cavaleiros Templários. (O 'Velho Templo' estava localizado em Holborn, mais ou menos onde o Lincoln's Inn está atualmente.) O nome é compartilhado com a Inner Temple, Middle Temple, a Igreja de Temple e a Temple Bar. Depois que os Cavaleiros foram suprimidos, a área foi dividida em Inner Temple e Middle Temple (denotando o que estava dentro da Cidade de Londres e o que estava fora); enquanto o Middle Temple foi posteriormente dividido em Inner- e Middle-, o Outer- caiu em desuso.